# خط سوداني

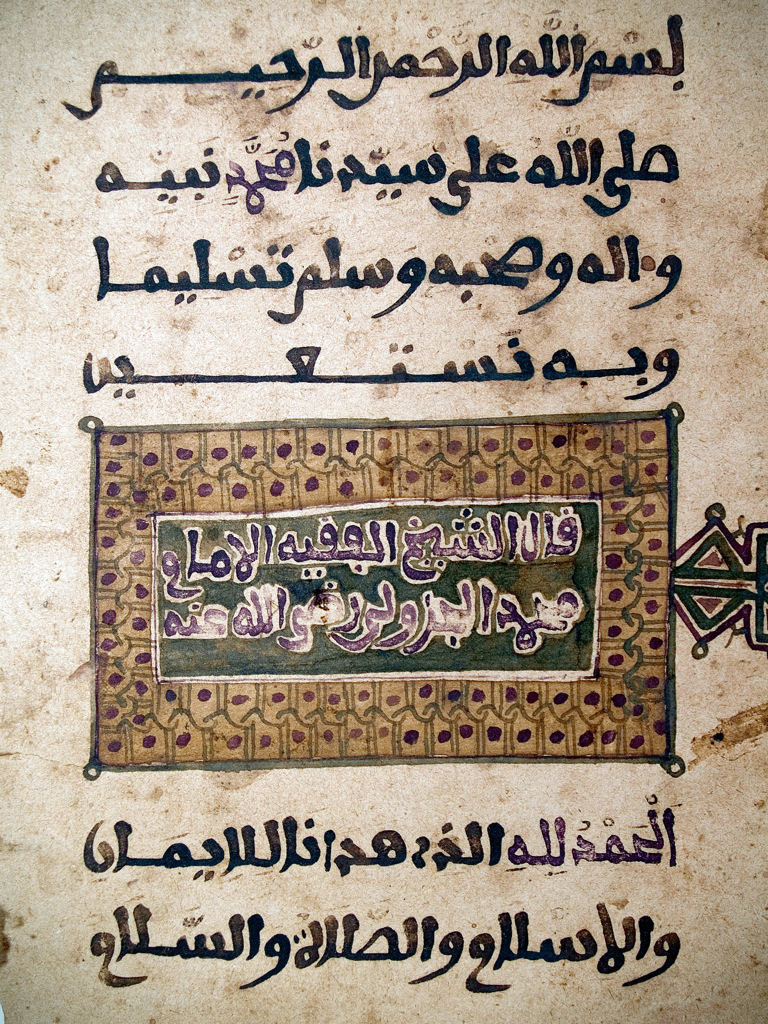
مخطوطة عن محمد الجزولي موجودة اليوم في مالي لصاحبها صيدو كمارا

الخط السوداني هو أحد الخطوط العربية وكانت تكتب به إلى جانب العربية بعض اللغات المحلية ببلاد السودان الغربي أو ما يعرف اليوم بغرب أفريقيا. كما كان يسمى أيضا الخط التمبكتي نسبة إلى مدينة تمبكتو التي تقع في مالي والتي كانت مركزا ثقافيا وعلميا إسلاميا يشع على كامل السودان الغربي. 

## خصائصه
يعتبر الخط السوداني أحد تنويعات الخط المغربي، وهو لذلك يحمل الكثير من خصائصه ومن بينها إعجام حرفي الفاء والقاف ، حيث يعجم الحرف الأول بنقطة واحدة من أسفل والحرف الثاني بنقطة واحدة من فوق. كما يتميز هذا الخط بغلظه وبوجود الزوايا أكثر من الاستدارات. وقد ظهر في القرن السابع الهجري/الثاني عشر ميلادي. 

## مجاله
شاع استعمال هذا الخط في إفريقيا الغربية من مالي إلى السينغال إلى النيجر ونيجيريا حيث كانت الشعوب الإسلامية لهذه المنطقة تستعمل الخط العربي في كتابة لغاتها المحلية مثل الهوسا. وتحتفظ تمبكتو إلى حد الآن بالعديد من المخطوطات التي استعمل في كتابتها الخط السوداني.